# Cornstalk
Cornstalk o Keigh-tugh-qua (Pennsilvània, 1720-1777) fou un cabdill shawnee.
Es va traslladar a Ohio el 1730 amb la seva família. Durant la Guerra franco-índia del 1753 va donar suport als francesos com Pontiac. L'amenaça dels colons al seu territori provocà que donés suport la rebel·lió de Pontiac el 1763, però fou derrotat el 1764 per Henry Bouquet, qui el va prendre com a ostatge. Quan esclataren els conflictes entre els colons i els mingo el 1774, intentà fer de mitjancer, però no pogué evitar una nova guerra (Guerra de Dunmore). Ell i el seu fill Elinipsico foren massacrats pels colons a Point Pleasant on feien d'ostatges, on hi ha un monument en honor seu.